# Filips van Hessen-Homburg
Filips August Frederik (Bad Homburg vor der Höhe, 11 maart 1779 – aldaar, 15 december 1846) was van 1839 tot 1846 landgraaf van Hessen-Homburg. Hij was de vijfde zoon van Frederik V Lodewijk en Caroline, dochter van Lodewijk IX van Hessen-Darmstadt.
Hij nam in 1792 als kapitein dienst in het Friese Regiment en werd door de Fransen gevangengenomen. Na zijn vrijlating trad hij toe tot het Oostenrijkse leger en hij blonk in 1813 als luitenant-veldmaarschalk uit. In 1814 leidde hij het zesde legerkorps van de geallieerden naar Lyon. Aan het hoofd van een Oostenrijks legerkorps ging hij in 1821 naar Napels, waar hij gouverneur werd. Hij werd in 1825 tot commanderend generaal in Graz benoemen, werd in 1827 overgeplaatst naar Lemberg en in 1829 weer naar Graz.
Hij sloot in 1838 een morganatisch huwelijk met de weduwe Rosalie Antonie Potoschnigg, die door Frederik Willem III van Pruisen tot gravin van Naumburg werd verheven. Dit huwelijk bleef kinderloos.
Na de dood van zijn broer Lodewijk in 1839 besteeg hij de troon van Hessen-Homburg, hoewel hij in Oostenrijkse dienst bleef en vijf jaar lang gouverneur van de bondsvesting Mainz was. Hij beloofde op 4 februari 1845 in zijn land een constitutie die voorzag in een landdag in te voeren, maar stierf op 15 december 1846 voor hij dit voornemen tot uitvoer kon brengen. Hij werd opgevolgd door zijn jongere broer Gustaaf.
- Biografisch Portaal: 18190489
- Gemeinsame Normdatei: 136678815
- International Standard Name Identifier: 0000 0003 9991 340X
- Système universitaire de documentation: 166804614
- Virtual International Authority File: 295359402
- WorldCat: E39PBJvMB3rJ9jKj4HCHbF8cT3